# 하바네로고추
하바네로고추(스페인어: ají habanero 또는 chile habanero)는 고추의 일종인 중국고추(C. chinense)의 한 품종이다.
하바네로고추 열매의 크기는 2~6 cm 가량이다. 익기 전에는 녹색이지만, 익어가면서 다양한 색상으로 바뀐다. 가장 일반적인 것은 오렌지색이지만, 흰색, 갈색, 분홍색도 볼 수 있다.
하바네로고추의 원산지는 유카탄반도 인근으로 보인다. 아바나(La Habana)에서 많이 거래되었기 때문에 ‘하바네로(Habanero)’라는 이름이 붙었다.
하바네로고추의 매움은 스코빌 척도로 10~30만에 이르며, 하바네로고추의 품종 가운데 하나인 레드 사비나는 부트 졸로키아가 나올 때까지 1994년부터 2006년까지 기네스북 기록을 보유했다.
하바네로고추는 멕시코 유카탄반도에서 현재 연간 1500톤이 생산되고 있으며 다른 생산지로 브라질, 코스타리카, 벨리즈, 미국(텍사스, 아이다호, 캘리포니아)가 있다.
하바네로고추는 단순히 강력한 매운 맛뿐만 아니라, 감귤류의 과일 향기를 가지고 있다. 일본에서는 토하토가 "폭군 하바네로고추"를 2004년 발매한 이래 매운 스낵 붐이 일어나고 급격히 인지도가 상승했다.
또한 빨강, 노랑, 초록, 주황 등등 다양각색의 색깔이 있는데, 그중 익기 전의 모습인 초록색 하바네로고추도 매운데, 익은 후의 빨간 고추와 합친 포켓몬인 캡싸이와 스코빌런의 모티브도 이 고추이다.

## 같이 보기
- 고추
- 스코빌 척도

## 갤러리

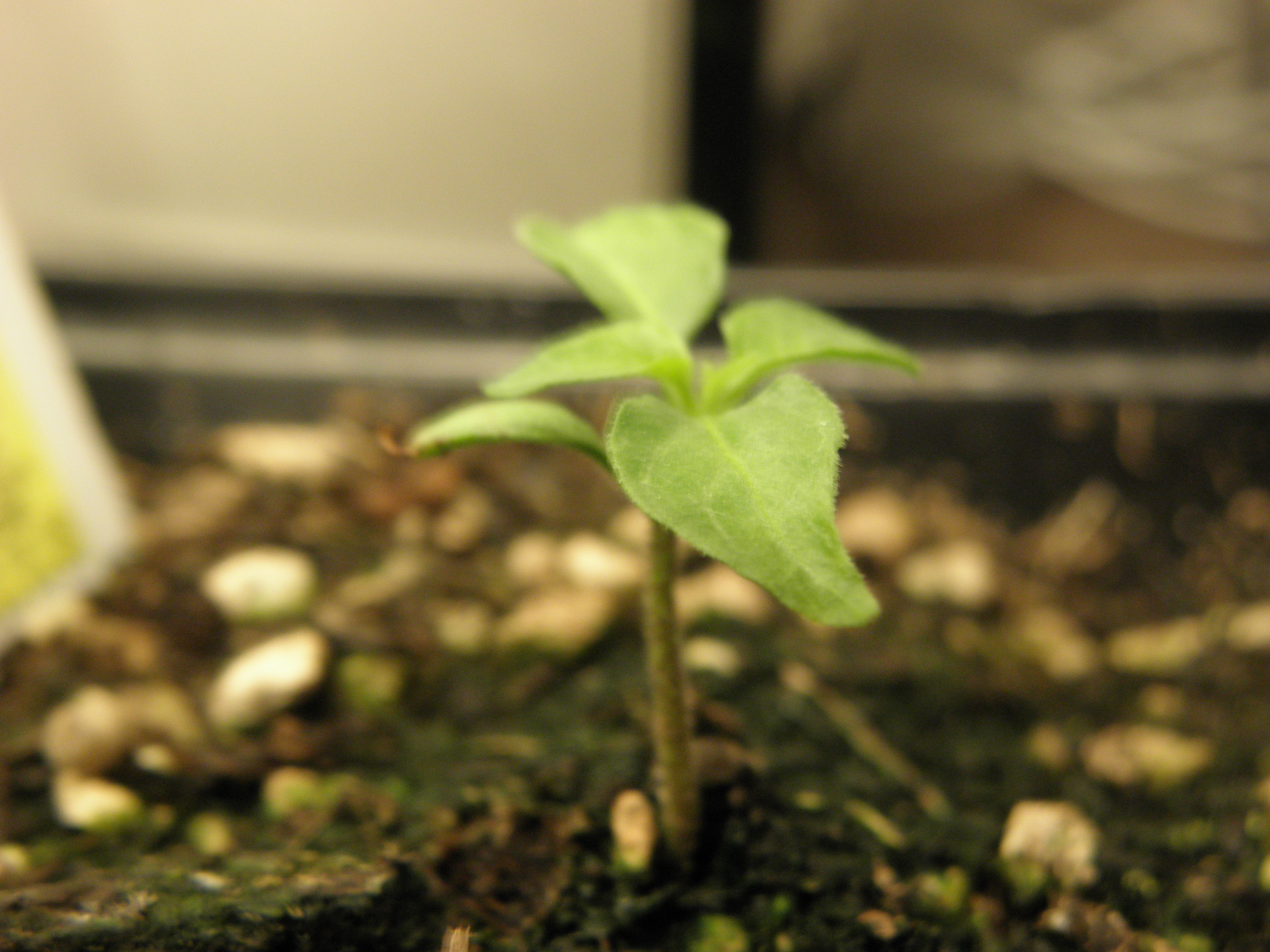
아바네로고추의 싹
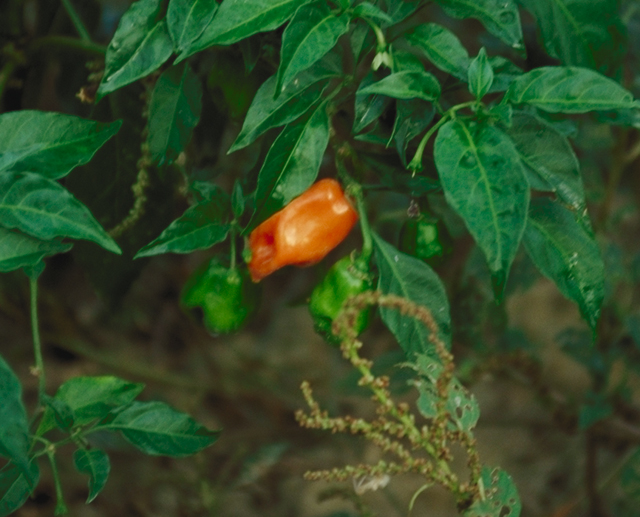
아바네로고추 줄기와 열매
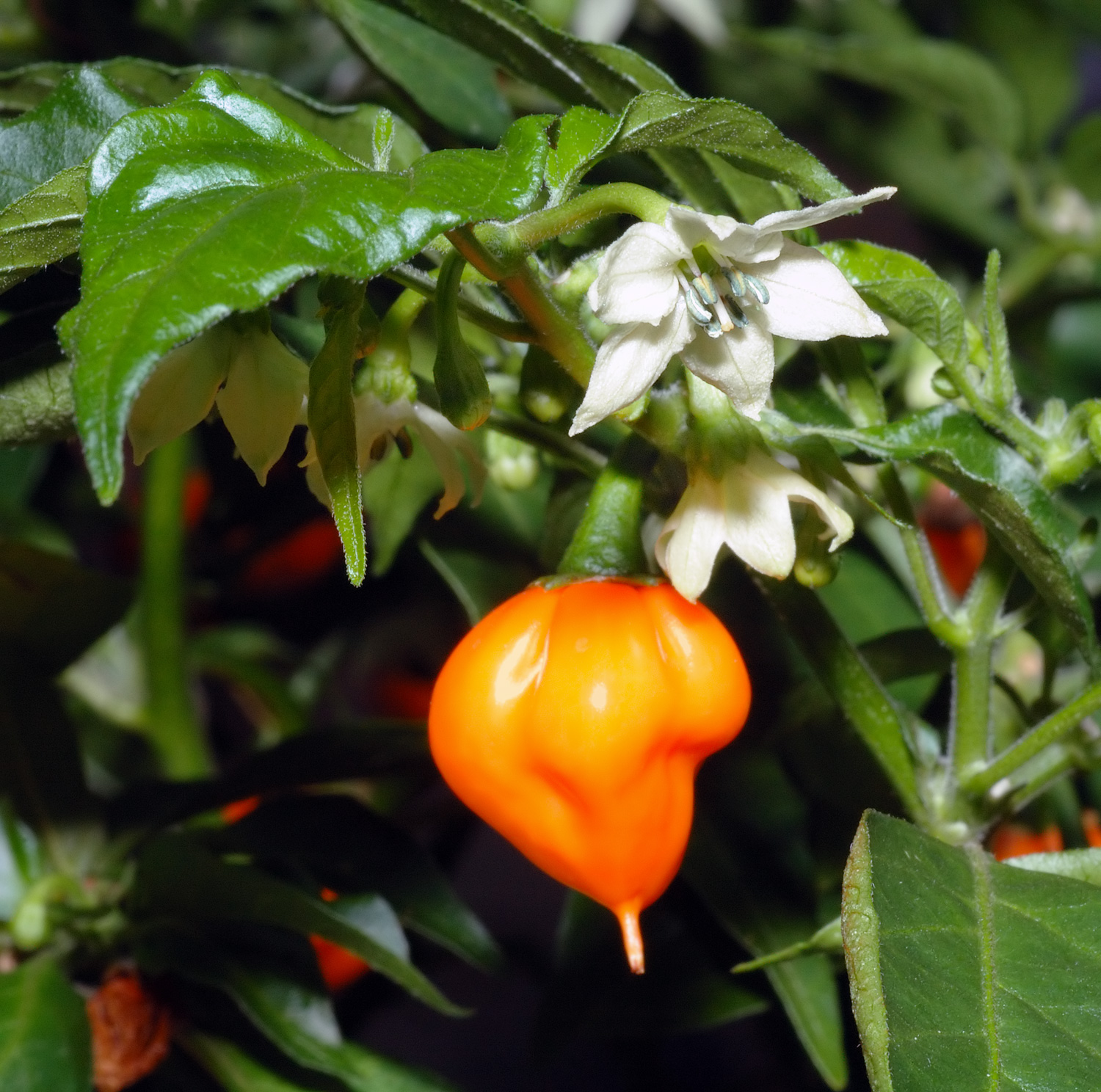
아바네로고추 줄기와 열매, 꽃
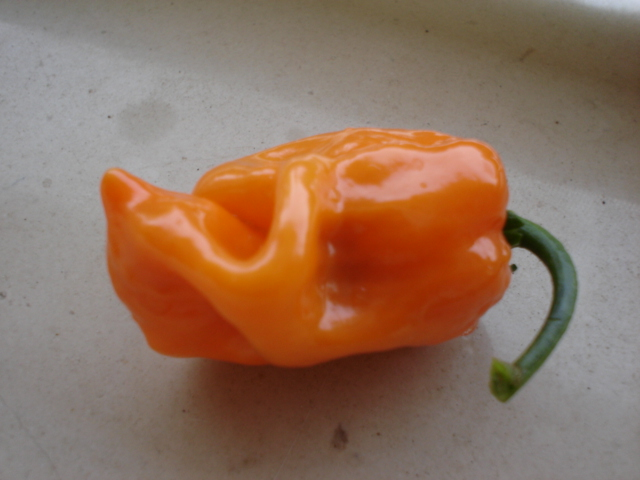
아바네로고추 열과의 과실 색 - 오렌지